# Castello di Beffi
Il castello di Beffi, noto anche come torre di Beffi, è un castello in rovina risalente al XII secolo che sorge nell'antico borgo fortificato di Beffi, poi abbandonato, nelle vicinanze della omonima frazione del paese di Acciano (AQ) in Abruzzo; rimane una torre medievale, diverse cinte murarie, feritoie, alcuni edifici interni ristrutturati, la porta di ingresso, grotte e terrazzamenti. I resti della fortificazione si trovano ai piedi del paese, sul pendio roccioso che scende verso il fiume Aterno. Tale tipologia di castello viene definita castello-recinto o castello di pendio poiché tendeva a sfruttare le pendenze naturali delle alture montane.

## Storia
La struttura risale al XII secolo (prima attestazione risale al 1185) con funzione difensiva ma probabilmente vi risiedeva anche lo stesso feudatario. L'impianto ancora visibile risale al XII-XIII secolo e venne ampliato nel corso del XIV secolo. Il borgo medievale venne progressivamente abbandonato a partire dal XVIII secolo e la popolazione si spostò più a monte in una località che prese lo stesso nome; l'abbandono divenne definitivo dopo il terremoto di inizio 900.
Il castello con la sua torre aveva la funzione di difesa e avvistamento, in relazione con le altre torri del territorio. Era a controllo della media valle dell'Aterno e dell'accesso alla valle Subequana. La prima attestazione del castello risale al sec. XI, nel Chronicon Farfense. La fortificazione subì ampliamenti e modifiche nel corso dei secoli; era un borgo fortificato dove all'interno si trovavano diversi stabili abitativi e vi risiedeva il feudatario. È ipotizzabile che il maggiore sviluppo del Castello sia avvenuto durante il periodo Normanno. Nel secolo XIII partecipò alla fondazione della città di L'Aquila.

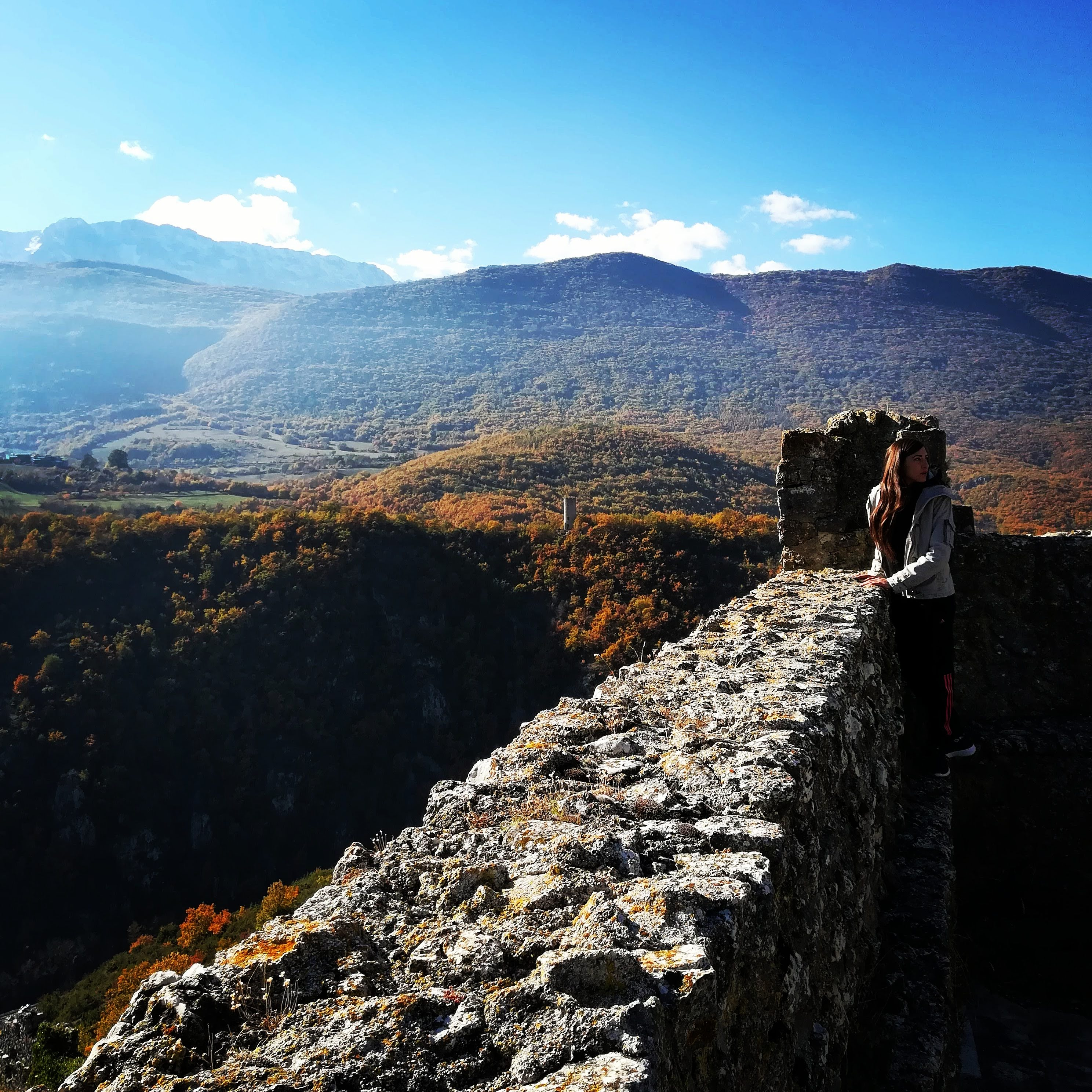

## Descrizione

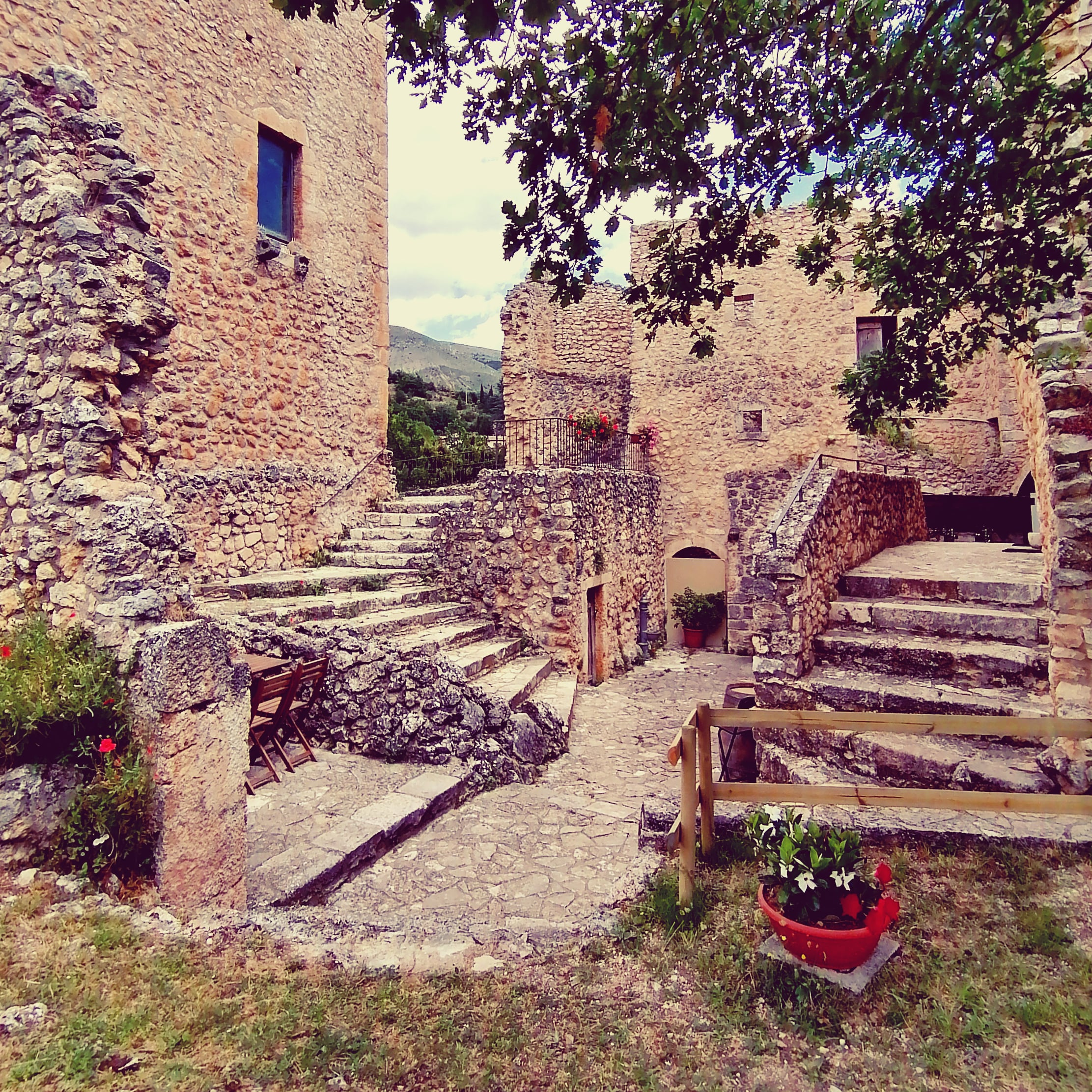

Sorge su uno sperone roccioso sopra la valle dove scorre il fiume Aterno e costituiva un borgo fortificato dei quali si conservano resti delle mura e una torre in pietra alta più di 20 metri.  Della struttura fortificata rimane la torre (XII-XIV secolo), che rientra nella tipologia della torre castellata, le cinte murarie e diverse unità abitative del borgo.
All'interno del recinto merlato ci sono, in una estrema varietà planimetrica, i locali abitativi edificati successivamente al XIII secolo. Ancora ben conservata la porta d'ingresso al recinto con arco a sesto acuto, sormontata dall'antico Stemma di Beffi: S. Michele sopra una Torre.
Il recinto fortificato, di forma trapezoidale, aveva come principale elemento di difesa la Torre. Edificata successivamente alla cinta muraria, era collocata in posizione elevata come parte terminale della fortificazione. Si presenta a pianta poligonale irregolare, realizzata a vani sovrapposti con struttura muraria a piccoli conci di pietra irregolari. L'ingresso era a quota primo piano con scala retrattile. Ristrutturata a fine anni '90, presenta 4 piani ed una terrazza con merlature originarie.